# Hürriyet
«Хюрриет» (тур. Hürriyet — «Свобода») — турецкая ежедневная газета. Основана 1 мая 1948 года в Стамбуле.

## История
Основана Седатом Симави в 1948 году. Выпуск первой газеты 1 мая стартовал со статьи под заголовком «Иордания и Ирак вошли в Палестину». После смерти Седата Симави в 1953 году газету возглавили его сыновья — Халдун и Эрол Симави. В 1971 году после основания холдинга Veb Ofset Халдун Симави покинул руководство газеты, и издание перешло под управление Эрола Симави. С 1971 года Hürriyet открыла бюро в Измире, Анкаре, Адане и Эрзуруме и перешла на офсетную печать с использованием цветных фотографий.
7 марта 1990 года член совета директоров издания, писатель и бывший главный редактор газеты Четин Эмеч был убит выстрелом из пистолета. После смены логотипа 1 мая 1988 года к управлению газетой присоединились Эрол Аксой и Динч Бильгин. В 1994 году Doğan Yayın Holding приобрела 70 % акций издания, и управляет им по сей день. 20 лет главным редактором газеты был Эртугрул Озкёк. С 29 декабря 2009 года главным редактором является Энис Бербероглу. В июне 2011 года сайт газеты с 9,5 млн посетителями занял четвёртое место среди самых посещаемых в Европе.